# Laemolyta
Genre
Laemolyta est un genre de poissons d'eau douce de la famille des Anostomidae (ordre des Characiformes).  

## Liste d'espèces
Selon World Register of Marine Species (20 juillet 2023) :
- Laemolyta fasciata Pearson, 1924
- Laemolyta fernandezi Myers, 1950
- Laemolyta garmani (Borodin, 1931)
- Laemolyta macra Géry, 1974
- Laemolyta nitens (Garman, 1890)
- Laemolyta orinocensis (Steindachner, 1879)
- Laemolyta proxima (Garman, 1890)
- Laemolyta taeniata (Kner, 1858) - espèce type[2]
- Laemolyta varia (Garman, 1890)

## Systématique
Le nom valide complet (avec auteur) de ce taxon est Laemolyta Cope, 1872,.
Laemolyta a pour synonyme :
- Schizodontopsis Garman, 1890

## Publication originale
- (en) Edward D. Cope, « On the fishes of the Ambyiacu River », Proceedings of the Academy of Natural Sciences of Philadelphia, Philadelphie, Académie des sciences naturelles de Philadelphie, vol. 23,‎ 1872, p. 250-294 (ISSN 0097-3157 et 1938-5293, OCLC 26210443, DOI 10.5962/BHL.TITLE.11798, lire en ligne).